# نیکولا بوالو
نیکولا بوالو دِسپرو (فرانسوی: Nicolas Boileau-Despréaux‎؛ فرانسوی: [nikɔla bwalo depʁeo]، تولد ۱ نوامبر ۱۶۳۶ - درگذشت ۱۳ مارس ۱۷۱۱) شاعر، نویسنده و منتقد قرن هفدهم میلادی اهل فرانسه است.
نیکولا بوالو دِسپرو، شاعر و منتقد برجسته فرانسوی در ۱ نوامبر ۱۶۳۶م در پاریس به دنیا آمد وی در ابتدا در رشته حقوق فارغ‌التحصیل شد و به وکالت دعاوی پرداخت. اما به زودی از این شغل دست کشید و بر حسب ذوق و استعداد خویش راه ادبیات را در پیش گرفت و به سرودن شعر و نقد هنری و هجو پرداخت. بوالو ذوق‌های ساختگی، بی‌مایه و تحمیلی را که از برخی کشورهای اروپایی به فرانسه راه یافته بود، مردود شمرد و با وجود مخالفت محافل ادبی و حتی آکادمی فرانسه، راه سادگی و طبیعی را ارائه داد. بوالو در سی سالگی اولین هجویات خود را انتشار داد و زمانی جز هجو نسرود. وی در دوازده مجموعه از هجویات خود با روشی منظم و طنزی لطیف و نقدی بی‌شائبه، دربارهٔ شاعرانِ مورد توجه عصر به قضاوت پرداخت و نظر مردم را به خود جلب کرد. بوالو در سال ۱۶۷۴م کتاب فن شعر را در چهار منظومه منتشر کرد. وی در این اثر دربارهٔ استعداد شخصی و آگاهی از دستور زبان، انواع شعر، انواع مهم شعر، چگونگی آداب نویسندگی و ذوق و سلیقه در سرودن شعر به بحث پرداخته‌است. بوالو پس از انتشار اثری به نام رُقعه‌ها که بخشی از آن را به لویی چهاردهم، پادشاه فرانسه تقدیم کرده بود، به دربار فرانسه راه یافت و چهار سال بعد، در ۴۲ سالگی، وقایع نگار و مورخ مخصوص پادشاه شد. وی با وجود مقام مهم درباری، از تملّق و مدیحه‌گویی روی گردان بود و از این جهت برای خود دشمنان زیادی دست و پا کرد. همچنین کار تاریخ‌نویسی در دربار، موجب قطع فعالیت ادبی بوالو شد و پس از یک دوره سکوت، با انتشار کتاب قصیده در فتح نامور به فعالیت ادبی بازگشت. بوالو در قطعه‌ای از آثار خود نیز، اسکندر مقدونی را هجو کرده‌است که تا آن زمان، کسی به این شدت، این کار را نکرده بود. بوالو با وجود سرسختی مخالفان، تنها با پشتیبانی شاه، در سال ۱۶۸۴م به عضویت آکادمی فرانسه برگزیده شد. بوالو با خلق آثار متعدد و سودمند، یکی از بزرگ‌مردان ادب و معروف‌ترین شعرای مکتب کلاسیک فرانسه شناخت شد و نفوذش اگر چه در معاصرانش قابل توجه نبود، در قرن هجدهم گسترش یافت. بوالو سال‌های آخر زندگی را در خانه‌ای که از طرف پادشاه برایش خریده شده بود، گذراند و دوستان ادیب خود را در آنجا پذیرفت، اما از وضع نامساعد کشور و انحطاط ذوق مردم، پیوسته در رنج بود. دوران پیری بوالو بسیار تلخ گذشت زیرا در ابتدا شنوایی خود را از دست داد و بعداً فلج شد. نیکولا بوالو دسپرو سرانجام در ۱۳ مارس ۱۷۱۱م در ۷۵ سالگی درگذشت.